# Sanne Delfgou
Sanne Delfgou (Soest, 27 november 1985) is een Nederlandse oud-langebaanschaatsster uit Utrecht. Ze trainde tot en met seizoen 2008/2009 onder leiding van Peter Bos bij het Gewest Noord-Holland/Utrecht en in haar laatste seizoen 2009/2010 maakte zij deel uit van de schaatsploeg 1nP-Engenius onder leiding van Jan van de Roemer.

## Biografie
Delfgou maakte haar debuut bij de senioren in seizoen 2006/2007, waar zij onopvallend meedeed aan het NK Sprint. Haar sterkste afstanden zijn de 1000 en 1500 meter. In het seizoen 2007/2008 tobte ze erg met blessures waardoor zij enkel aan de korte afstanden mee kon doen. Op het NK Sprint viel ze daarom nogal tegen.
In seizoen 2008/2009 reed ze op het NK Afstanden naar een achtste plaats op de 1000 meter. In eerste instantie onvoldoende voor een wereldbekerticket, maar na afzeggingen mocht ze wel rijden op de wereldbekers in Changchun en Nagano. In het eindklassement eindigde Delfgou als 38e.
Naast het schaatsen deed ze een studie sporteconomie. In 2010 maakte ze bekend te stoppen met schaatsen.

## Persoonlijke records
| Afstand    | Tijd    | Datum            | Baan       |
| ---------- | ------- | ---------------- | ---------- |
| 500 meter  | 40,23   | 18 november 2006 | Heerenveen |
| 1000 meter | 1.18.40 | 6 januari 2008   | Heerenveen |
| 1500 meter | 2.01,76 | 28 oktober 2007  | Heerenveen |
| 3000 meter | 4.19,26 | 12 oktober 2007  | Heerenveen |
| 5000 meter | 7.47,75 | 2 februari 2008  | Groningen  |

## Resultaten
| jaar | NK Afstanden                          | NK Allround | NK Sprint |
| ---- | ------------------------------------- | ----------- | --------- |
| 2006 | DQ 1000m                              |             |           |
| 2007 |                                       |             | 17e       |
| 2008 | 17e 500m 17e 1000m 9e 1500m 18e 3000m | NC20        | 10e       |
| 2009 | 13e 500m 8e 1000m 13e 1500m           |             | dns3      |

NC# = niet gestart op de 4e afstand, maar wel als # geklasseerd in de eindrangschikking